# Aberystwyth

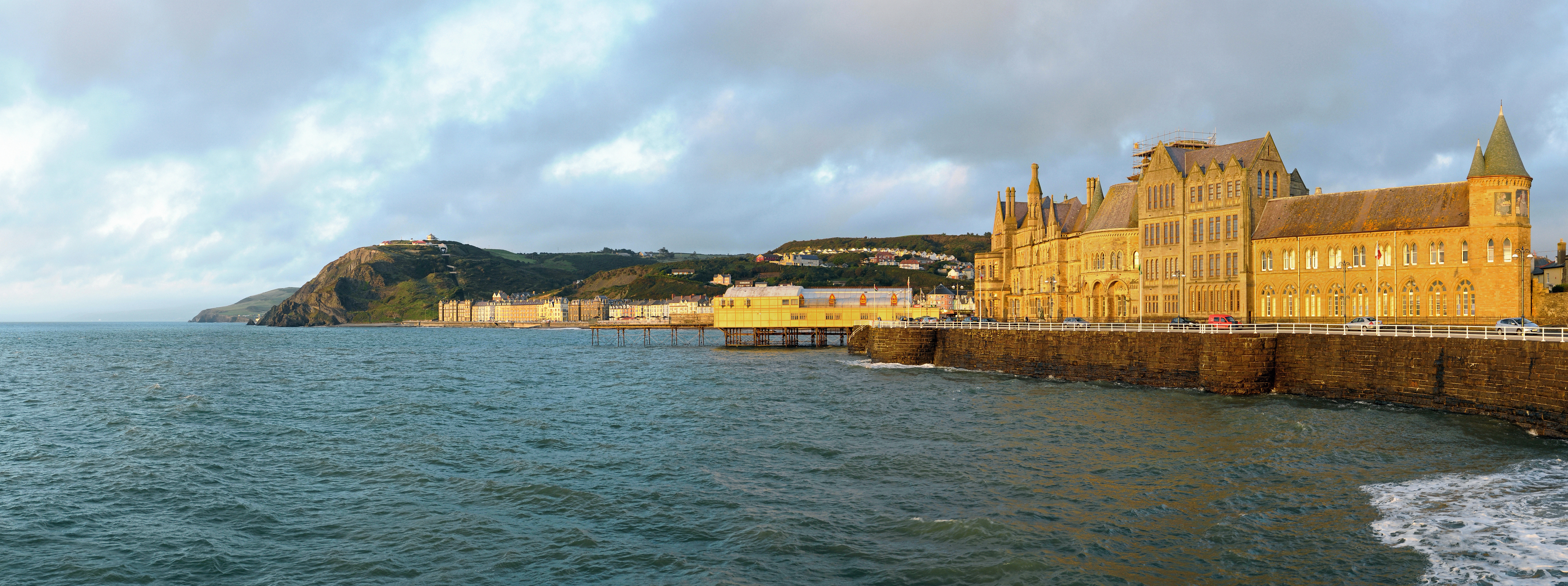
Constitution Hill, kolejka linowa, promenada, molo i University of Wales

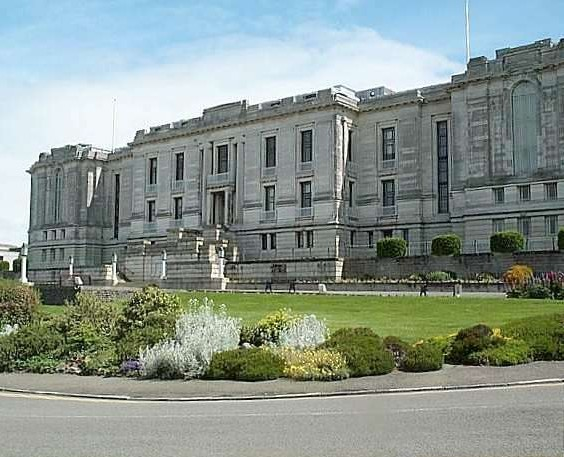
Walijska biblioteka narodowa w Aberystwyth

Aberystwyth (angielska wymowaⓘ [ˌæbəˈrɪstwɪθ], walijska wymowaⓘ [abɛrˈəstʊɨθ], z wal. „ujście Ystwyth”) – miasto w Wielkiej Brytanii (Walia) nad rzeką Ystwyth, w hrabstwie Ceredigion nad zatoką Cardigan (Morze Irlandzkie). Miasto to miało być w czasach średniowiecznych stolicą Walii.
Uzdrowisko i miejscowość wypoczynkowa. Znajduje się tu uniwersytet (założony w 1872), Narodowa Biblioteka Walijska oraz ruiny zamku z XII wieku.
Miasteczko jest najbardziej znaną miejscowością turystyczną w środkowej Walii.

## Populacja
Spis powszechny z 2011 roku podaje 13 040 stałych mieszkańców w samym mieście. Wliczając w to otaczające miejscowości, będące de facto przedmieściami Aberystwyth – Llanbadarn Fawr, Waunfawr i Comins Coch – jest to 18 965 osób. Stanowi to 25% ludności całego hrabstwa Ceredigion (75 922).
Jako miasto uniwersyteckie, Aberystwyth posiada również znaczącą populację czasową. W roku akademickim 2011/12 na uniwersytecie zarejestrowanych było ponad 15 tysięcy studentów. Część z nich studiuje jednak zdalnie lub dojeżdża.

### Populacja według dzielnic
| Dzielnica             | 2001  | 2011  | Zmiana |
| --------------------- | ----- | ----- | ------ |
| Aberystwyth Bronglais | 1928  | 2075  | +8%    |
| Aberystwyth Central   | 2177  | 2471  | +14%   |
| Aberystwyth North     | 1957  | 2641  | +35%   |
| Aberystwyth Penparcau | 3088  | 3122  | +1%    |
| Aberystwyth Rheidol   | 2457  | 2731  | +11%   |
| Razem                 | 11607 | 13040 | +12%   |

### Język walijski
Spis z 2011 podaje również, że mieszkańcy Aberystwyth częściej od średniej walijskiej posługują się językiem walijskim. Pomiędzy 2001 a 2011 liczba ta zmniejszyła się z 35% do 31% w mieście, podczas gdy w całym kraju z 21% do 19%.

## Miasta partnerskie
- Esquel, Argentyna
- Kronberg im Taunus, Niemcy
- Saint-Brieuc, Francja